# Jeff Sheppard
Jeffrey Kyle "Jeff" Sheppard, född 29 september 1974 i Marietta i Georgia, är en amerikansk före detta professionell basketspelare (PG/SG) som tillbringade en säsong (1998–1999) i den nordamerikanska basketligan National Basketball Association (NBA), där han spelade för Atlanta Hawks.
Under sin NBA-karriär gjorde han 40 poäng (2,2 poäng per match), 16 assists samt 22 rebounds, räddningar från att bollen ska hamna i nätkorgen, på 18 grundspelsmatcher.
Sheppard spelade också som proffs i Italien.
Han blev aldrig NBA-draftad.
Innan Sheppard blev proffs studerade han vid University of Kentucky och spelade för deras idrottsförening Kentucky Wildcats.
Han är far till Reed Sheppard.